# Let It Rain (넬의 음반)
《Let It Rain》은 2003년 6월 12일에 발매된 넬의 통산 3집 앨범이자 정규 1집 앨범이다. 서태지가 운영하는 레이블인 괴수 인디진 밑으로 들어간 뒤 발표한 첫 음반이며 프로듀서는 서태지가 맡았다. 언더그라운드 음반들의 음악들보다 좀 더 대중적인 곡을 수록하였으며 대다수의 곡은 언더그라운드 시절 이미 작곡되었던 곡들이었다. 〈어차피 그런거〉, 〈믿어선 안될 말〉, 〈낙엽의 비〉, 〈Eden〉은 언더그라운드 음반에 수록된 곡을 재편곡한 것이다. 이 앨범에서는 〈Stay〉가 타이틀곡, 〈고양이〉가 후속곡이다.

## 수록곡
전체 작사·작곡: 김종완
- 전체 편곡: Nell| #   | 제목           | 재생 시간 |
| --- | -------------- | --------- |
| 1.  | 유령의 노래    | 4:22      |
| 2.  | 고양이         | 3:49      |
| 3.  | Stay           | 3:39      |
| 4.  | 어차피 그런 거 | 4:57      |
| 5.  | 시작의 끝      | 4:00      |
| 6.  | 믿어선 안될 말 | 4:55      |
| 7.  | 인어의 별      | 4:30      |
| 8.  | 낙엽의 비      | 5:00      |
| 9.  | 미련에게       | 4:26      |
| 10. | 기생충         | 3:31      |
| 11. | Eden           | 6:11      |

## 사연 및 가설
- 앨범 커버에 있는 'Nell'의 E를 뒤집으면 3집이란 뜻의 3이 보인다.
- 〈고양이〉의 도입부에 김종완의 알 수 없는 가삿말이 고양이의 울음소리를 표현한 것이 아니냐는 의견이 있다.
- 〈Stay〉의 가사는 사랑 얘기가 아닌 음악에 관한 얘기이며 가사 속 '너'도 여자가 아니라고 한다.
- 〈시작의 끝〉은 KBS에서 '의미가 부적절하고 가사가 난해하다'라는 이유로 방송불가 판정을 내렸다.
- 이 앨범에서 리메이크된 〈낙엽의 비〉는 김종완이 팬카페에서 한 104문 104답에서 "가사를 쓸 때 내 방도, 그 안에서 본 하늘도 회색이었다는 기억"이 있다고 언급했다.
- 〈기생충〉은 KBS에서 '제목이 더러워 시청자들의 불쾌함을 유발한다'라는 이유로 방송불가 판정을 내렸다.

## 백워드 마스킹
백워드 마스킹(Backward Masking)이란 인위적으로 본래의 곡에 가사나 멜로디를 거꾸로 삽입하는 것으로 다수의 곡에 사용되었다.
- 시작의 끝(00:00~00:20) : 원곡과 같은 멜로디가 나온다.
- 인어의 별(00:00~00:30) : 들리지 않던 기타 멜로디가 나온다.
- 기생충(00:00~00:20) : 들리지 않던 가사 비로소 행복할 수 있어 날 기다려가 들린다.

## 트라비아
이 앨범에 executive producer로서 참여한 서태지는 자신은 음악에 관여하지 않고 '돈만 대주는 역할'이라고 밝혔다.